# Washington Redskins 1971

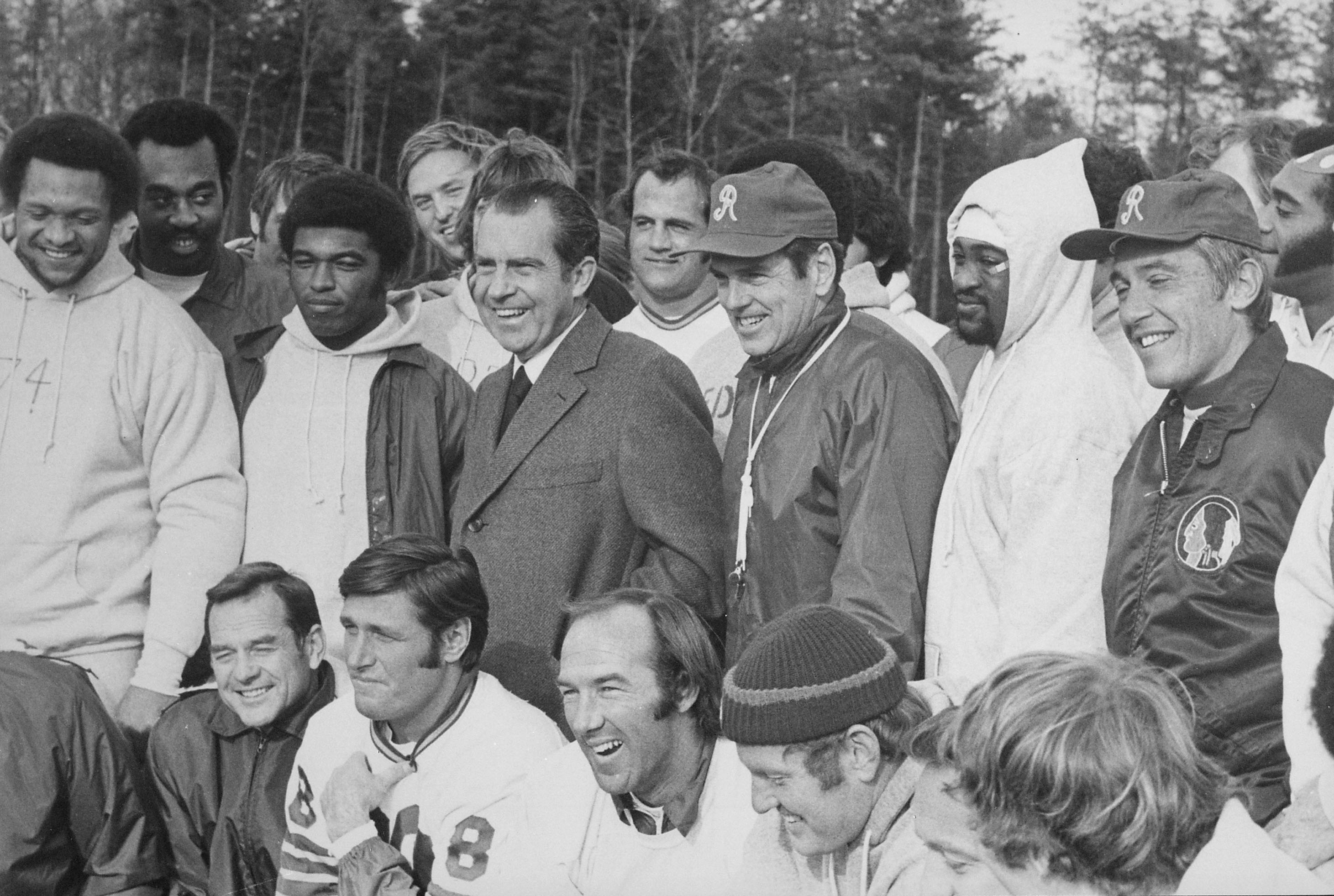
George Allen e i membri della squadra del 1971 con il Presidente Richard Nixon, due giorni prima del Giorno del Ringraziamento

La stagione 1971 dei Washington Redskins è stata la 40ª della franchigia nella National Football League e la 35ª a Washington. La squadra fu guidata per la prima stagione dal capo-allenatore George Allen che veniva da cinque stagioni con i Los Angeles Rams. I Redskins venivano da un record negativo di 26 stagioni senza raggiungere i playoff e avevano avuto solo quattro stagioni con un record positivo dall'ultima volta in cui si erano qualificati, nel 1945. Nel 1971 invece, malgrado l'infortunio nella settimana 6 di Charley Taylor che gli fece perdere tutta la stagione, fecero ritorno alla post-season con un record di 9-4-1, il secondo nella NFC East. Nel divisional round furono battuti dai San Francisco 49ers per 24-20.

## Scelte nel Draft 1971
| Scelte dei Redskins nel Draft 1971 |        |                      |                |                  |
| Giro                               | Scelta | Giocatore            | Ruolo          | College          |
| 2                                  | 38     | Cotton Speyrer       | Wide Receiver  | Texas            |
| 6                                  | 141    | Conway Hayman        | Guard          | Delaware         |
| 7                                  | 166    | Willie Germany       | Defensive Back | Morgan State     |
| 9                                  | 219    | Mike Fanucci         | Defensive End  | Arizona State    |
| 10                                 | 244    | Jesse Taylor         | Running Back   | Cincinnati       |
| 11                                 | 272    | George Starke        | Tackle         | Columbia         |
| 12                                 | 297    | Jeff Severson        | Defensive Back | Cal-Long Beach   |
| 13                                 | 322    | Dan Ryczek           | Center         | Virginia         |
| 14                                 | 349    | Bill Bynum           | Quarterback    | West New Mexico  |
| 15                                 | 375    | Anthony Christnovich | Guard          | La Crosse (Wis.) |
| 16                                 | 400    | Glenn Tucker         | Linebacker     | North Texas      |

## Roster
| Roster dei Washington Redskins nel 1971 |
| --- |
| Quarterback - 9 Sonny Jurgensen - 17 Billy Kilmer - 18 Sam Wyche Running Back - 43 Larry Brown - 26 Bob Brunet - 31 Charlie Harraway FB - 25 Mike Hull - 20 Tommy Mason Wide Receiver - 86 Boyd Dowler - 80 Roy Jefferson - 24 Bill Malinchak - 85 Clifton McNeil - 42 Charley Taylor Tight End - 81 Mack Alston - 87 Jerry Smith Offensive Linemen - 58 George Burman C - 56 Len Hauss C - 75 Terry Hermeling T - 73 Paul Laaveg G - 76 Walt Rock T - 62 Ray Schoenke G - 74 Jim Snowden T - 77 Mike Taylor T - 60 John Wilbur G Defensive Linemen - 89 Verlon Biggs DE - 77 Bill Brundige DT - 79 Ron McDole DE - 64 Manny Sistrunk DT - 72 Diron Talbert DT Linebacker - 55 Chris Hanburger - 53 Harold McLinton - 32 Jack Pardee - 66 Myron Pottios - 67 Rusty Tillman Defensive Back - 41 Mike Bass CB - 45 Speedy Duncan CB - 37 Pat Fischer CB - 23 Brig Owens S - 16 Richie Petitbon SS - 29 Ted Vactor Special Team - 4 Mike Bragg P - 5 Curt Knight K                          |
| Legenda - I rookie sono in corsivo. - Il primo ruolo è il principale mentre gli eventuali successivi indicano i ruoli secondari. - (IR) sta per Injured Reserve ed indica la lista ristretta per un solo giocatore infortunato che può tornare ad allenarsi dopo la settimana 6 e a rientrare in prima squadra dopo che questa ha giocato 8 partite. - (NF-Inj.) / (NF-Ill.) stanno rispettivamente per Non-Football Injured e Non-Football Illness ed indicano le liste dove viene inserito un giocatore che ha un infortunio o una malattia non dipendente dal football americano. - (PUP) sta per Physically Unable to Perform ed indica la lista dove viene inserito un giocatore mentre è in attesa di recuperare la condizione fisica. Nella stagione regolare dopo la sesta partita giocata dalla propria squadra, il giocatore ha tempo tre settimane per riprendere ad allenarsi, più tre settimane aggiuntive dal suo rientro agli allenamenti per rientrare in prima squadra. |

## Calendario
| Stagione regolare |              |                        |           |        |                               |          |         |
| Turno             | Data         | Avversario             | Risultato | Record | Stadio                        | Pubblico | Sintesi |
| 1                 | 19 settembre | at St. Louis Cardinals | V 24–17   | 1–0    | Busch Memorial Stadium        | 46,805   | Recap   |
| 2                 | 26 settembre | at New York Giants     | V 30–3    | 2–0    | Yankee Stadium                | 62,795   | Recap   |
| 3                 | 3 ottobre    | at Dallas Cowboys      | V 20–16   | 3–0    | Cotton Bowl                   | 61,554   | Recap   |
| 4                 | 10 ottobre   | Houston Oilers         | V 22–13   | 4–0    | RFK Stadium                   | 53,041   | Recap   |
| 5                 | 17 ottobre   | St. Louis Cardinals    | V 20–0    | 5–0    | RFK Stadium                   | 53,041   | Recap   |
| 6                 | 24 ottobre   | at Kansas City Chiefs  | S 20–27   | 5–1    | Municipal Stadium             | 51,989   | Recap   |
| 7                 | 31 ottobre   | New Orleans Saints     | V 24–14   | 6–1    | RFK Stadium                   | 53,041   | Recap   |
| 8                 | 7 novembre   | Philadelphia Eagles    | P 7–7     | 6–1–1  | RFK Stadium                   | 53,041   | Recap   |
| 9                 | 14 novembre  | at Chicago Bears       | S 15–16   | 6–2–1  | Soldier Field                 | 55,049   | Recap   |
| 10                | 21 novembre  | Dallas Cowboys         | S 0–13    | 6–3–1  | RFK Stadium                   | 53,041   | Recap   |
| 11                | 28 novembre  | at Philadelphia Eagles | V 20–13   | 7–3–1  | Veterans Stadium              | 65,358   | Recap   |
| 12                | 5 dicembre   | New York Giants        | V 23–7    | 8–3–1  | RFK Stadium                   | 53,041   | Recap   |
| 13                | 13 dicembre  | at Los Angeles Rams    | V 38–24   | 9–3–1  | Los Angeles Memorial Coliseum | 80,402   | Recap   |
| 14                | 19 dicembre  | Cleveland Browns       | S 13–20   | 9–4–1  | RFK Stadium                   | 53,041   | Recap   |

Nota: gli avversari della propria division sono in grassetto.

### Playoff
| Playoff    |             |                        |           |                  |          |         |
| Turno      | Data        | Avversario             | Risultato | Stadio           | Pubblico | Sintesi |
| Divisional | 26 dicembre | at San Francisco 49ers | S 20–24   | Candlestick Park | 45,327   | Recap   |

## Classifiche
| NFC East            |    |    |   |      |       |       |     |     |     |
|                     | V  | S  | P | %    | DIV   | CONF  | PF  | PS  | STR |
| Dallas Cowboys      | 11 | 3  | 0 | .786 | 7–1   | 8–3   | 406 | 222 | V7  |
| Washington Redskins | 9  | 4  | 1 | .692 | 6–1–1 | 8–2–1 | 276 | 190 | S1  |
| Philadelphia Eagles | 6  | 7  | 1 | .462 | 4–3–1 | 5–5–1 | 221 | 302 | V3  |
| St. Louis Cardinals | 4  | 9  | 1 | .308 | 1–7   | 2–8–1 | 231 | 279 | S2  |
| New York Giants     | 4  | 10 | 0 | .286 | 1–7   | 3–8   | 228 | 362 | S5  |

Note: I pareggi non venivano conteggiati ai fini della classifica fino al 1972.

## Premi
- George Allen:

allenatore dell'anno